# Rygobert z Reims
Rygobert (Robert) z Reims (ur. w VII wieku w Ribemont we Francji, zm. przed 743 w Gernicourt) – benedyktyński mnich i opat Orbais-l’Abbaye, biskup Reims (ok. 689-717), święty Kościoła katolickiego.
Był ojcem chrzestnym Karola Młota i następcą bpa Rieula. Z przyczyn politycznych został pozbawiony przez Karola urzędu biskupa i wygnany z miasta.
W 864 roku jego szczątki zostały przeniesione do Reims do kościoła św. Teodora, skąd część przeniesiono najpierw do miejskiej katedry (872), później część trafiła do Paryża.
Wspomnienie liturgiczne św. Rygoberta obchodzone jest 4 stycznia (za Martyrologium Baroniusza).